# 薛崇誉
薛崇誉（10世纪—971年），五代十国南汉大臣、宦官。韶州曲江人。
薛崇誉擅长孙子五曹算。汉中宗刘晟任用他为内门使、兼太仓使。汉后主刘鋹即位，转任内中尉、特进、开府仪同三司、签书点检司事。官至内侍中。北宋军队攻下南汉国都兴王府（今广东省广州市），薛崇誉举火焚烧仓库。被宋军擒获送到汴京，和李託一起被处决。
- 孫子算經

- 五曹算經